# Jacqueline Otchere
Jacqueline Otchere (* 5. Mai 1996 in Heidelberg) ist eine deutsche Leichtathletin, die sich auf den Stabhochsprung spezialisiert hat.

## Berufsweg
Otchere ist Studentin der Biowissenschaften an der Universität Heidelberg.
Im Jahr 2023 schloss sie ihr Bachelor-Studium an der Ruprecht-Karls-Universität Heidelberg erfolgreich ab.

## Sportliche Karriere
Im Alter von acht Jahren hatte Otchere mit der Leichtathletik gemeinsam mit ihren Brüdern Julian und Colin beim ASV Eppelheim bei Heidelberg begonnen. Später wechselten die Geschwister zur MTG Mannheim, wo Jacqueline im Sprint und Sprung als Schülerin in den Altersklassen W14 und W15 jeweils obere Platzierungen der Deutschen Blockmeisterschaften erreichten. In der Folge stagnierten ihre Leistungen.
Als sie 2015 Probleme am Schienbein hatte und nicht mit der Sprintgruppe der MTG Mannheim ins Trainingslager fahren konnte, sich aber sportlich fit halten wollte, nahm ihr zwei Jahre jüngerer Bruder Julian sie mit zum Stabhochsprungtraining.
Bis Ende 2016 steigerte sie sich, schaffte jedoch nie die Norm für die Deutschen Jugendmeisterschaften. Ende des Jahres lag Otchere in der DLV-Bestenliste nicht unter den Top 40.
2017 kam Otchere bei der Deutschen Hallenhochschulmeisterschaft in Frankfurt-Kalbach auf den 8. Platz. Im Freien verbesserte sie sich im Laufe des Jahres um 70 Zentimeter auf 4,30 m. Bei den Deutschen Juniorenmeisterschaften U23 in Leverkusen belegte sie den 5. Rang und bei den Deutschen Meisterschaften in Erfurt den 6. Platz. In der deutschen Rangliste verbesserte sie sich auf Platz zwölf.
2018 belegte Otchere bei den Deutschen Hallenmeisterschaften in Dortmund den 5. Platz. In Heilbronn wurde sie Deutsche U23-Meisterin mit persönlicher Bestleistung von 4,45 m und war mit dieser Höhe auch die Norm für die Europameisterschaften in Berlin gesprungen. Beim Athletics World Cup in London steigerte sie sich auf 4,60 m. In Nürnberg wurde Otchere Deutsche Meisterin und sicherte sich die Nominierung für die Heimeuropameisterschaften, wo sie in der Qualifikation ausschied. Am Jahresende war sie mit 4,60 m die beste deutsche Stabhochspringerin. Ebenso deutlich war ihr Aufstieg in der Weltbestenliste (2016: Rang 778; 2017: Rang 108; 2018: Rang 23).
2019 bestritt Otchere keine Hallensaison, da ein Start bei den Halleneuropameisterschaften in Glasgow nicht im Fokus stand, stattdessen aber langfristige Pläne mit Blick auf die Olympischen Spiele in Tokio. In der Freiluftsaison holte sie Bronze bei den Deutschen Meisterschaften. Den Sommer war sie jedoch durch kleinere Verletzungen und ihr Studium gebremst.
2020 bestritt Otchere keine Wettkämpfe. In ihrer Comeback-Saison 2021 verpasste sie eine Teilnahme an den Olympischen Spielen in Tokio nur knapp. In zwei Wettkämpfen kam sie mit übersprungenen 4,55 m ihrer persönlichen Bestleistung nahe und beendete die Saison als deutsche Jahresbeste.
2022 wurde sie in Leipzig zum ersten Mal deutsche Hallenmeisterin. Im Sommer gewann sie in Berlin die Bronzemedaille bei den Deutschen Meisterschaften. Bei der Weltmeisterschaft in Eugene gewann sie die Qualifikation ohne Fehlversuch und qualifizierte sich mit 4,50 m für das Finale. Dort schaffte sie es bei ihrer ersten Weltmeisterschaft auf den 10. Platz. Bei den Heimeuropameisterschaft in München überstand die Qualifikation nicht.
2023 bestritt Jacqueline studienbedingt am Ende der Freiluft-Saison nur zwei Wettkämpfe aus verkürztem Anlauf von nur zehn Anlaufschritten. Sie beendete die Saison mit einer Höhe von 4,50 m zum dritten Mal ihrer Karriere auf Platz eins der deutschen Jahresbestenliste des DLV. Diese Höhe war gleichbedeutend mit der internationalen Norm für die Europameisterschaften in Rom (Italien) 2024. Ihr Platz am Ende der Saison in der Weltbestenliste war Rang 40.
Otchere war zu Beginn der Leistungssportreform 2017/18 Nachwuchskader (NK1 U23) des Deutschen Leichtathletik-Verbandes (DLV) und ist nun im Perspektivkader.

## Vereinszugehörigkeiten und Trainer
Jacqueline Otchere startet für die MTG Mannheim, zuvor war sie als Schülerin mit ihren Brüdern beim ASV Eppelheim. Ihre erster Trainerin war Michaela Günther.

## Familie
Otchere ist die Tochter eines Ghanaers und einer Deutschen. Ihre beiden Brüder waren ebenfalls Leichtathleten, Colin sprintete und Julian († 2020) war Stabhochspringer.

## Bestleistungen
Leistungsentwicklung
| Jahr | Halle  | Freiluft |
| ---- | ------ | -------- |
| 2014 | –      | 3,21 m   |
| 2015 | –      | 3,61 m   |
| 2016 | –      | 3,60 m   |
| 2017 | 3,50 m | 4,30 m   |
| 2018 | 4,30 m | 4,60 m   |
| 2019 | –      | 4,46 m   |
| 2020 |        |          |
| 2021 |        | 4,55 m   |
| 2022 | 4,30 m | 4,50 m   |
| 2023 |        | 4,50 m   |

Bestleistungen
(Stand: 19. Februar 2020)
- Halle: 4,30 m (Hallenmeeting, Sindelfingen, 27. Januar 2018)
- Freiluft: 4,60 m (Athletics World Cup, London, 14. Juli 2018)

## Erfolge
National

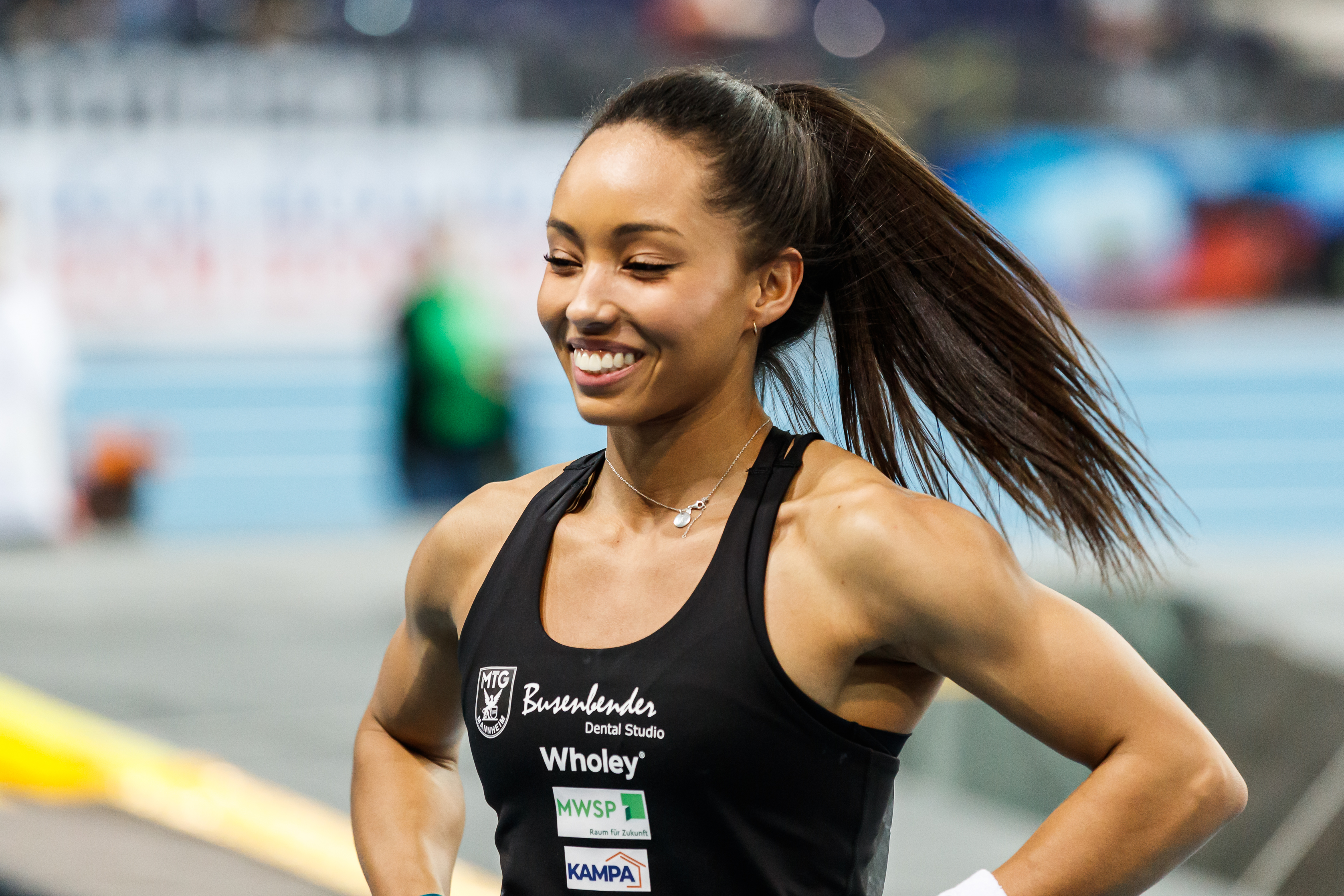
Jacqueline Otchere (2022)

- 2017: 8. Platz Deutsche Hallenhochschulmeisterschaft[2]
- 2017: 5. Platz Deutsche Juniorenmeisterschaften U23
- 2017: 6. Platz Deutsche Meisterschaften
- 2018: 5. Platz Deutsche Hallenmeisterschaften
- 2018: Deutsche U23-Meisterin
- 2018: Deutsche Meisterin
- 2019: 3. Platz Deutsche Meisterschaften
- 2021: Deutsche Meisterin
- 2022: 3. Platz Deutsche Meisterschaften
- 2022: Deutsche Hallenmeisterin

International
- 2018: 4. Platz Athletics World Cup
- 2018: 17. Platz Europameisterschaften
- 2022: 10. Platz Weltmeisterschaften